# دهستان طیبی گرمسیری جنوبی
طیبی گرمسیری جنوبی یکی از دهستان‌های بخش سوق شهرستان کهگیلویه در استان کهگیلویه و بویراحمد ایران است. مرکز این دهستان شهر سوق می‌باشد.
جمعیت این دهستان درآمارگیری سال ۱۳۸۵ بدون احتساب شهر سوق ۱۴۳۳ نفر بوده‌است که شامل ۳۰۶ خانوار بوده‌است.
البته جمعیت شهر سوق، مرکز این دهستان بیش از خود روستاهای دهستان است (حدود ۶۰۰۰ نفر)
ازروستاهای بزرگ این دهستان می‌توان به موارد زیر اشاره کرد:
بی بی زلیخائی (۲۳۷نفر). بلوط بنگان(۲۲۲نفر). لیربزرگ(۱۷۶نفر)
روستاهای دیگر جمعیتی زیر صد نفر دارند.